# 辻音楽師の喧嘩
『辻音楽師の喧嘩』（つじおんがくしのけんか、仏: Rixe de musiciens, 英: The Musicians' Brawl）は、フランス17世紀の画家ジョルジュ・ド・ラ・トゥールが1625-30年頃に制作したキャンバス上の油彩画である。ロサンゼルスのJ・ポール・ゲティ美術館に所蔵されている。

## 概要
1972年、パリのオランジュリー美術館でジョルジュ・ド・ラ・トゥールの大回顧展が行われたが、その際、何点もの作品の所在がわかり、同時にそれまで知られていなかった作品が発見された。この回顧展以前に、フランスのシャンベリ美術館にある『辻音楽師の喧嘩』の複製が知られていたが、これはオリジナルをもとにして描かれたものであった。回顧展に出品されたオリジナルは、当時の所有者であったイギリスのトレヴァー卿 (Lord Trevor)　が1972年12月に競売にかけ、アメリカのロサンゼルスにあるJ・ポール・ゲティ美術館が獲得した。
この作品の主題は、辻音楽師のハーディ・ガーディ弾きと笛弾きの喧嘩である。おそらく演奏をする場所を巡っての争いであろう。左側にいるハーディ・ガーディを肩から掛けた男は、楽器の回転軸とナイフで自分を防御しようとしている。中央にいる男は、オーボエの原型である楽器で左側の男を打ちつつ、レモン果汁を男の目に入れて、男が本当に盲目であるか確かめようとしている。右側では、さらに２人の辻音楽師が笑って、喧嘩を楽しんでいる。左側の老女は箒の先端を掴み、喧嘩を見ているが、２人が争いを止めるよう懇願するかのような、苦渋に満ちた表情を浮かべている。
人物たちは浅い空間に押し込まれたように描かれ、鑑賞者の眼前にあるので臨場感がある。画家は、すべての登場人物を非常な細部にわたって描写している。欠け落ちている虫歯、皮のように硬い肌、荒っぽく焦点の合っていない目、そして、布、木材、髪の毛、身体の肉などが仔細に、写実的に観察されているのである。

## ギャラリー
ラ・トゥールの描いた辻音楽師の絵画

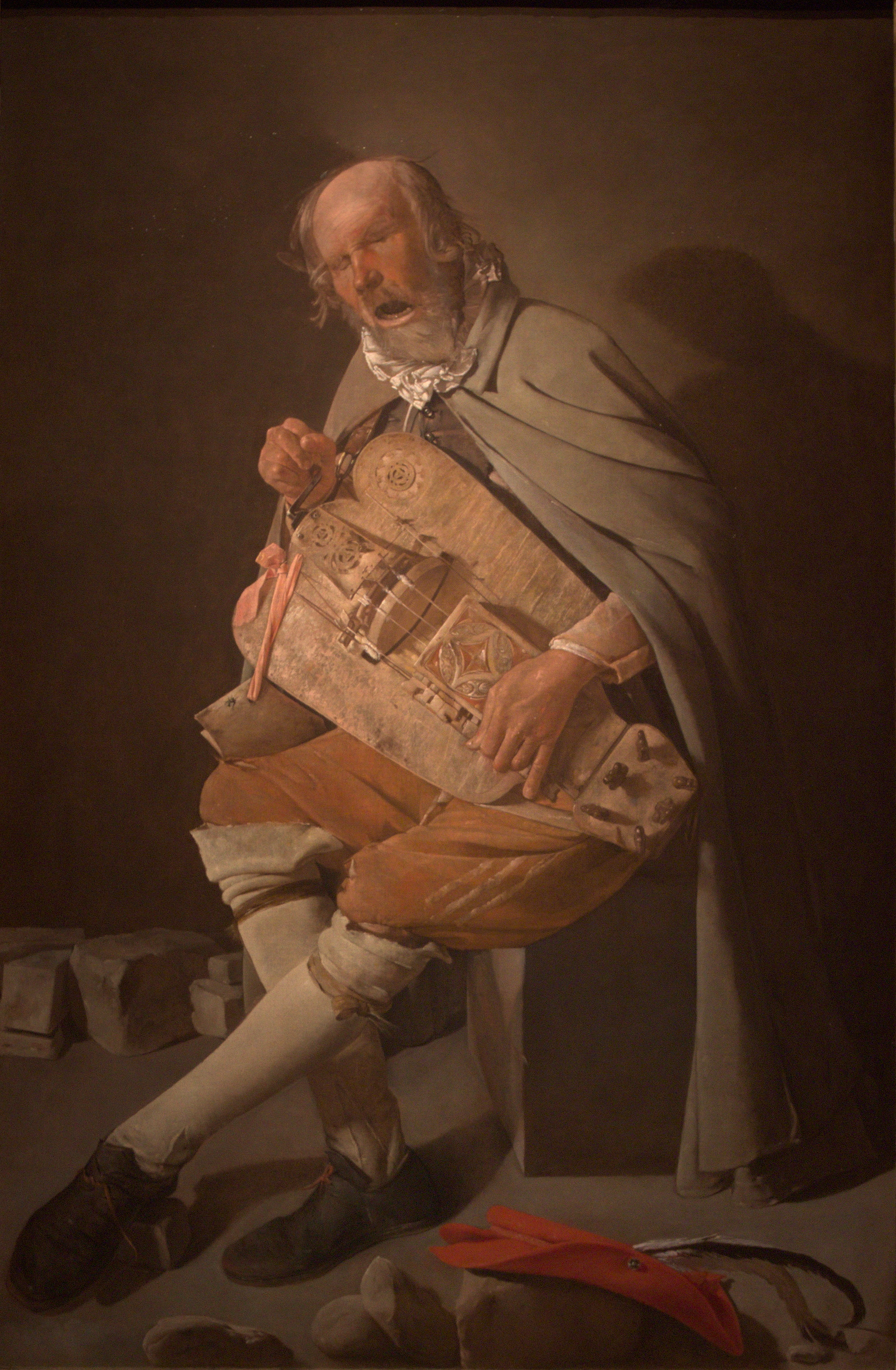
『ハーディ・ガーディ弾き』 162 × 105 cm、1620-1625年頃、ナント、 ナント美術館
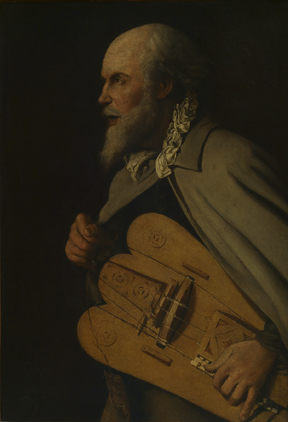
『ハーディ・ガーディ弾き』(断片)、 85 × 58 cm、1620-1625年頃、ブリュッセル、 ベルギー王立美術館
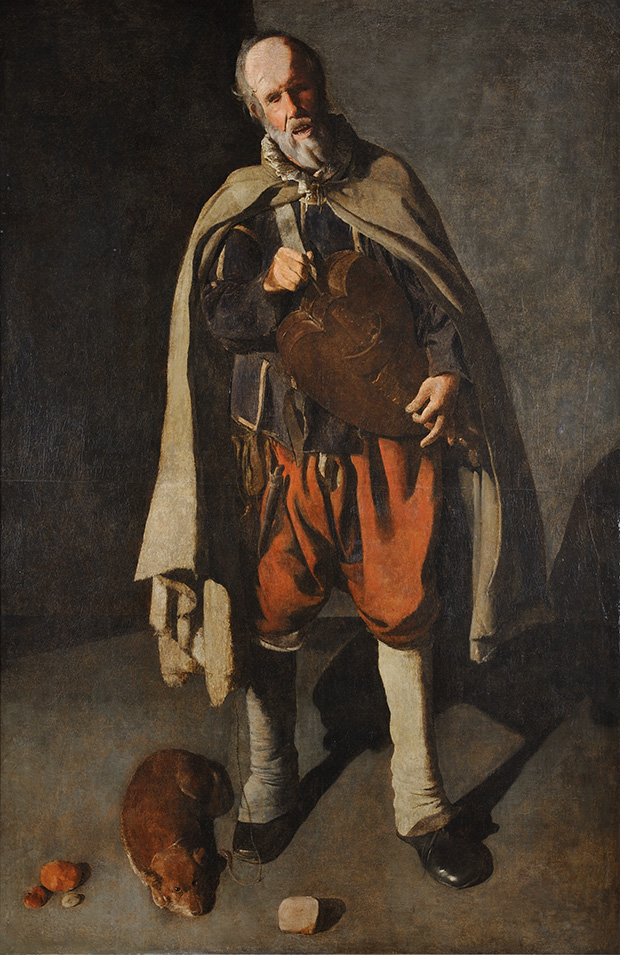
『犬を連れたハーディ・ガーディ弾き』、186 × 120 cm、1622-1625年頃、ベルグ・モン・デ・ピティエ美術館（英語版）
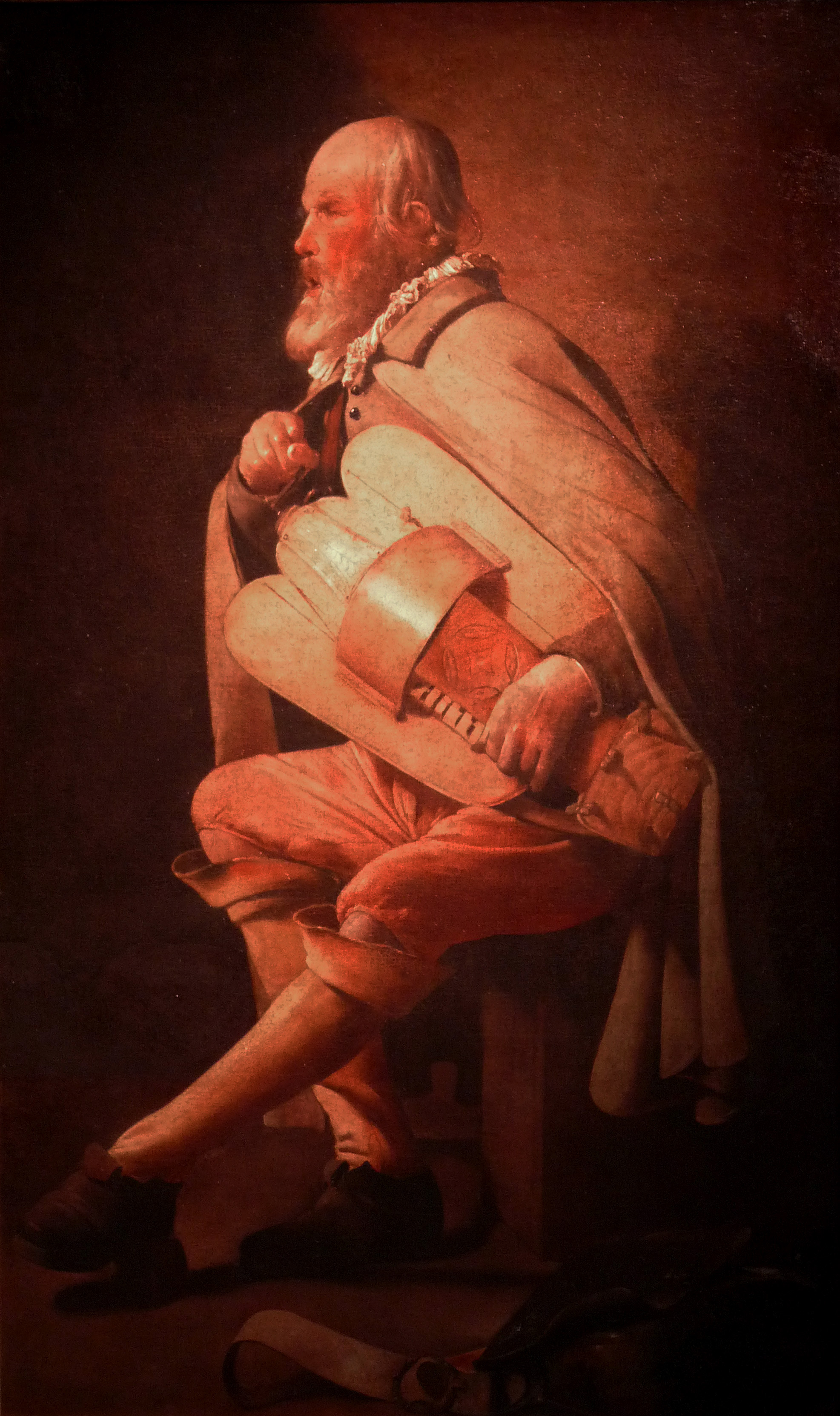
『ウェドマンのハーディ・ガーディ弾き』、157 × 94 cm、ルミルモン、シャルル・フリリー市立美術館 (Musée municipal Charles-Friry)
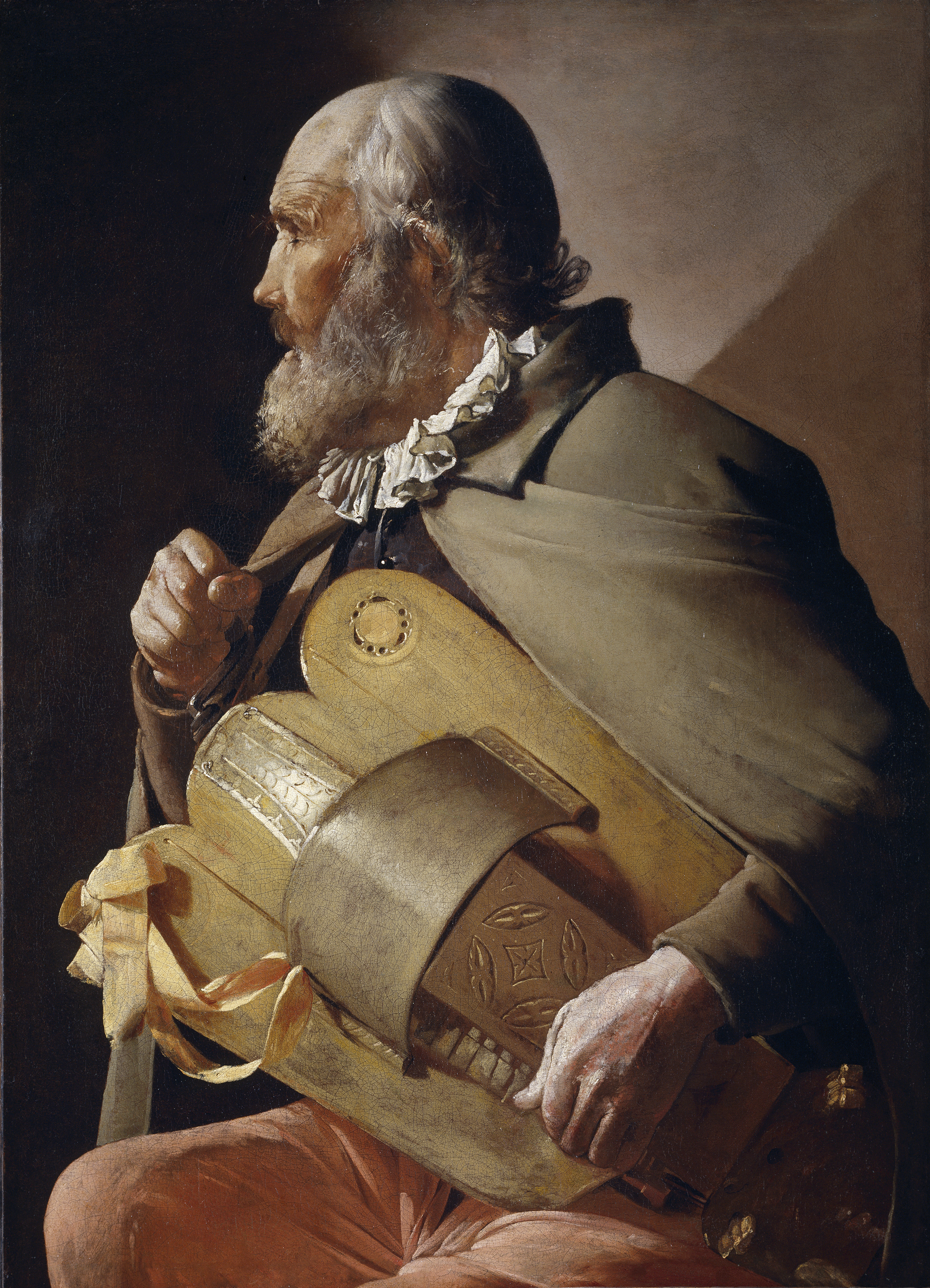
『盲目のハーディ・ガーディ弾き』 (断片)、84 × 61 cm、1620-1630年頃、マドリード、 プラド美術館